# Merkhav Mugan

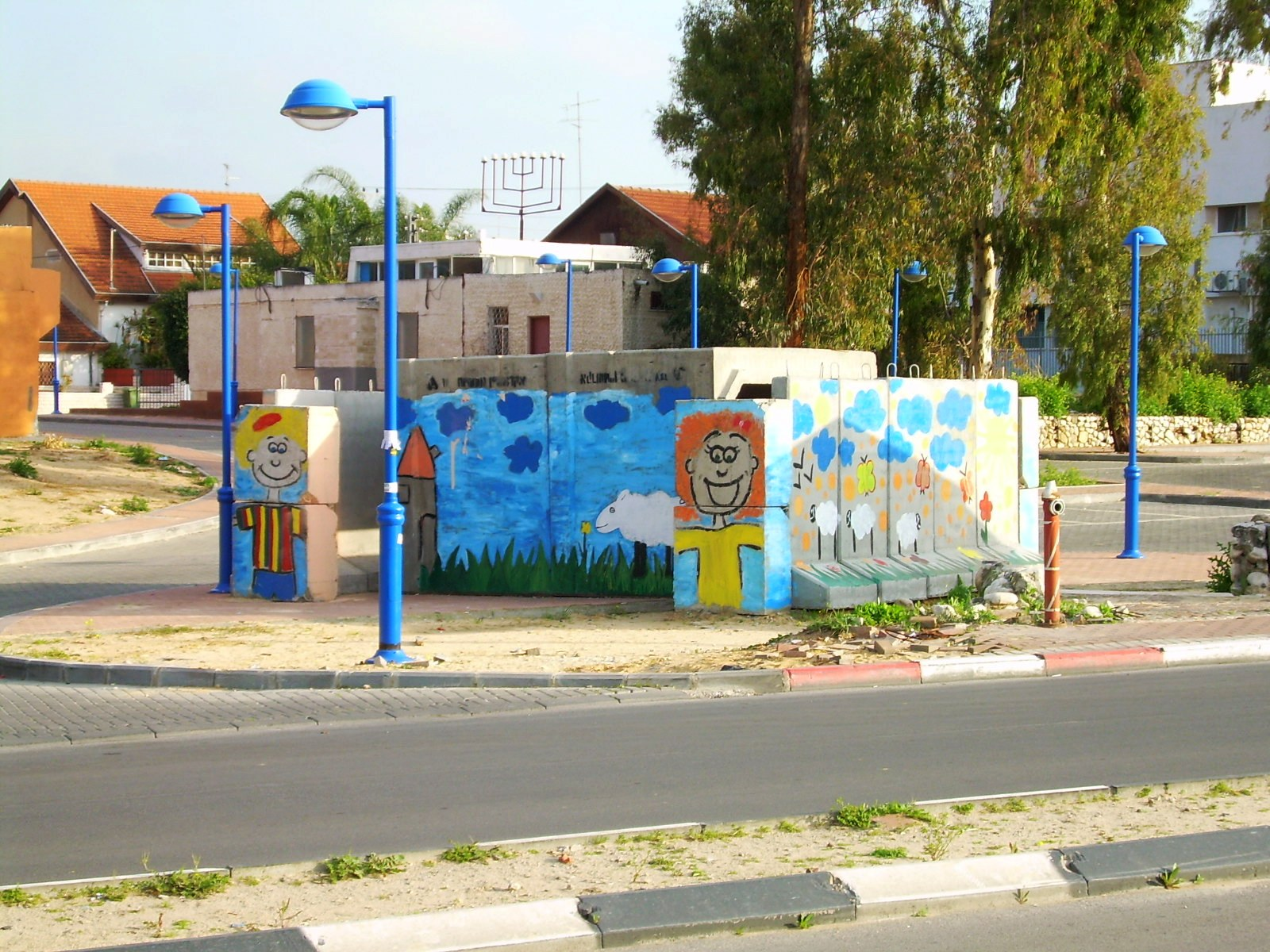
Refugio antiaéreo en Sederot.

Merjav Mugán (en hebreo: מרחב מוגן, Espacio protegido) es un tipo de refugio antiaéreo israelí. El Estado de Israel requiere que todos los edificios tengan acceso a refugios antiaéreos desde 1951, y todos los apartamentos nuevos deben tener acceso a un refugio antiaéreo. Todas las instalaciones médicas y educativas están preparadas para recibir ataques NRBQ (desde el año 2010) (por ejemplo cada sala de quirófanos ha sido construida para aguantar el impacto directo de un misil), algunas salas han sido construidas con circuitos cerrados de aire y son capaces de resistir a los agentes químicos durante periodos cortos de tiempo, además deben incluir sistemas de filtros de aire. Los refugios antiaéreos públicos son habitualmente empleados como espacios de recreación en tiempos de paz, de manera que los niños se sientan cómodos al entrar en ellos cuando sea necesario, y no estén asustados.